# Bhaskaraćarja
Bhaskaraćarja (sanskryt भास्कराचार्य, trl. Bhāskarācārya, czyli Bhāskara nauczyciel, Bhāskara II), (1114–1185) – indyjski matematyk i astronom, kierownik obserwatorium astronomicznego w Ujjainie.
Uznawany za kontynuatora prac żyjącego w VII wieku matematyka i astronoma Bhāskary I.
Na podstawie wersetów zawartych w jego głównym dziele, Siddhantasiromani,, ustalono, że urodził się w 1114 roku w miejscowości Vijjadavida (Vijjalavida), a przebywał w paśmie gór Satpura w obrębie Ghatów Zachodnich. 

## Dzieła
Jego głównym dziełam było Siddhantasiromani, składające się z czterech części. Wśród nich najlepiej opracowane zostały:
- Lilavati  – poświęcone arytmetyce
- Bidźaganita  – poświęcone algebrze

Pozostałe to:
- Grahaganita – poświęcony matematyce planetarnej,
- Golādhyāya – opisujący trygonometrię sferyczną i kosmografię.

## Wkład
Podał geometryczny dowód twierdzenia Pitagorasa, a także oszacowanie liczby pi równe {\displaystyle {\tfrac {754}{240}},} czyli około {\displaystyle 3{,}141666\ldots }